# Work That Magic
«Work That Magic» (с англ. — «Творить эту магию») — песня, записанная американской певицей Донной Саммер для её пятнадцатого студийного альбома Mistaken Identity 1991 года. Авторами песни стали Донна Саммер, Кит Даймонд, Иви Нельсон, Энтони Смит и Лэрри Хенли. В то время как большая часть треков на альбоме имела urban-звучание, эта песня имела танцевальное звучание.
Песня была выпущена 18 ноября 1991 года лейблами Atlantic Records (в США) и Warner Bros. Records (в Европе и Австралии) как второй и последний сингл с альбома. В некоторых изданиях альбома (включая британское) версия песни была заменена ремиксом Иэна Стэнли. Другая ремикс-версия песни была использована в музыкальном клипе. Эта же версия была выпущена как сингл в Великобритании (вместо «When Love Cries», которая была синглом в Америке и Европе). Песня достигла пика на 74-м месте в британском чарте синглов.

## Варианты издания
США — 12" (Atlantic — 0-85925)
1. «Work That Magic» (Extended ISA Remix) — 6:20
2. «Work That Magic» (ISA Remix) — 5:00
3. «Work That Magic» (Capricorn Remix) — 4:34
4. «Let There Be Peace» (LP Version) — 3:59

США — 12" promo (Atlantic — DMD 1758)
1. «Work That Magic» (Extended ISA Remix) — 6:20
2. «Work That Magic» (ISA Remix) — 5:00
3. «Work That Magic» (Capricorn Remix) — 4:34
4. «Let There Be Peace» (LP Version) — 3:59

США — 12" single (WEA International Inc. — U 5937T)
1. «Work That Magic» (Extended ISA Remix)
2. «Work That Magic» (Capricorn ISA Remix)
3. «Let There Be Peace»

Великобритания — CD (Warner Bros. — U5937CD)
1. «Work That Magic» (ISA Full Length Remix) — 5:00
2. «This Time I Know It’s for Real» — 3:36
3. «Dinner with Gershwin» — 4:37
4. «State of Independence» — 5:50

## Чарты
| Чарт (1991)                       | Высшая позиция |
| --------------------------------- | -------------- |
| Великобритания (UK Singles Chart) | 74             |